# Tiago Ribeiro
Tiago Manuel Hora Ribeiro (Vila Nova de Gaia, 14 marzo 2002) è un calciatore portoghese, centrocampista del Feirense.

## Carriera

### Club
Cresciuto calcisticamente nel Porto, Ribeiro è entrato a far parte del settore giovanile del Monaco nel 2018. Ha fatto il suo debutto in prima squadra il 23 gennaio 2022 nell'incontro perso per 3-2 contro il Montpellier in Ligue 1.
Il 3 agosto 2022 è stato ceduto in prestito al Valencia; dopo una prima parte trascorsa con la squadra riserve, a gennaio il prestito è stato interrotto ed il giocatore è passato con la stessa formula al Paços Ferreira, con cui ha esordito nella prima divisione portoghese.

### Nazionale
Ha giocato nelle nazionali giovanili portoghesi Under-15, Under-16, Under-17, Under-18 ed Under-20.

## Statistiche

### Presenze e reti nei club
Statistiche aggiornate al 21 maggio 2023.
| Stagione        | Squadra           | Campionato      | Campionato | Campionato | Coppe nazionali | Coppe nazionali | Coppe nazionali | Coppe continentali | Coppe continentali | Coppe continentali | Altre coppe | Altre coppe | Altre coppe | Totale | Totale |
| Stagione        | Squadra           | Comp            | Pres       | Reti       | Comp            | Pres            | Reti            | Comp               | Pres               | Reti               | Comp        | Pres        | Reti        | Pres   | Reti   |
| --------------- | ----------------- | --------------- | ---------- | ---------- | --------------- | --------------- | --------------- | ------------------ | ------------------ | ------------------ | ----------- | ----------- | ----------- | ------ | ------ |
| 2020-2021       | Monaco 2          | NAT2            | 9          | 2          | -               | -               | -               | -                  | -                  | -                  | -           | -           | -           | 9      | 2      |
| 2021-2022       | Monaco 2          | NAT2            | 19         | 4          | -               | -               | -               | -                  | -                  | -                  | -           | -           | -           | 19     | 4      |
| 2021-2022       | Monaco            | L1              | 1          | 0          | CF              | 0               | 0               | -                  | -                  | -                  | -           | -           | -           | 1      | 0      |
| 2022-gen. 2023  | Valencia Mestalla | SF              | 14         | 0          | -               | -               | -               | -                  | -                  | -                  | -           | -           | -           | 14     | 0      |
| gen.-giu. 2023  | Paços Ferreira    | PL              | 4          | 0          | CP+CdL          | 0               | 0               | -                  | -                  | -                  | -           | -           | -           | 4      | 0      |
| Totale carriera | Totale carriera   | Totale carriera | 47         | 6          |                 | 0               | 0               |                    | -                  | -                  |             | -           | -           | 47     | 6      |